# Jin Long
Jin Long (chinesisch 金龙, Pinyin Jīn Lóng; * 23. Mai 1981 in der Provinz Liaoning) ist ein chinesischer Snookerspieler.

## Karriere
Jin Long begann seine Profikarriere 2001 und qualifizierte sich in seinem zweiten Jahr durch sein erfolgreiches Abschneiden bei der Asienmeisterschaft und der chinesischen Meisterschaft erstmals für die Snooker Main Tour. Nach einem Jahr fiel er wieder aus den Top 100, schaffte aber über die Challenge Tour im Jahr darauf die sofortige Rückkehr.
In der Saison 2004/05 gelang ihm bei der Qualifikation zum Grand Prix erstmals bei einem Turnier der Sprung unter die Letzten 48. Trotzdem hätte es nicht zur Verteidigung seines Main-Tour-Platzes gereicht, doch durch den Gewinn der Asienmeisterschaft 2005 rückte er für ein zweites Jahr in Folge in die Teilnehmerliste auf. Diesmal lief es aber ganz schlecht für ihn und er fiel ohne einen einzigen Sieg als Letzter der Rangliste erneut aus der Main Tour.
Danach dauerte es zwei Jahre, bevor er sich durch einen erneuten Sieg bei der Asienmeisterschaft zum dritten Mal für die großen Snookerturniere qualifizieren konnte. Die Saison 2008/09 wurde dann die bislang erfolgreichste seiner Karriere. Er konnte nicht nur das Erreichen von Runde 4 in der Grand-Prix-Qualifikation wiederholen, dasselbe gelang ihm auch bei den China Open; bei der UK Championship erreichte er Runde 3. Dadurch rückte er in der Weltrangliste sogar bis auf Platz 60 vor, wodurch er im Jahr darauf jeweils bereits für die zweite Qualifikationsrunde gesetzt war. Doch seine unbeständige Leistung setzte sich fort und nur in der WM-Qualifikation konnte er überhaupt einen Sieg vorweisen, weshalb er den Main-Tour-Status erneut verlor.
Seinen bislang größten Erfolg bei einem Main-Tour-Event hatte Jin Long beim Shanghai Masters 2010, wo er sich als Wildcardspieler durch einen Sieg über Robert Milkins erstmals für die Hauptrunde eines Ranglistenturniers qualifizieren konnte. Diesen Erfolg wiederholte er bei den Haikou World Open 2012, als er als Wildcardspieler Sam Baird schlug. Bei diesem Turnier schaffte er in der 1. Hauptrunde sogar einen Überraschungssieg gegen seinen Landsmann Ding Junhui, dem erfolgreichsten Spieler des Landes.
Für die Saison 2013/14 konnte er sich über die Asian-PTC Order of Merit wieder für die Main Tour qualifizieren. Er trat allerdings nur bei Turnieren der Asian Tour an, wobei die Runde der Letzten 32 sein bestes Ergebnis war.
Die Saison 2014/15, die zweite Saison seiner Zweijahres-Tourkarte, spielte er nicht mehr, da er seine Mitgliedschaft bei der WPBSA nicht verlängerte.

## Erfolge
- ACBS Asienmeisterschaft 2005, 2008